# Paolo Gibertoni
Paolo Gibertoni (Goito, 18 giugno 1939) è un politico italiano.

## Biografia
Nato e cresciuto a Goito, in provincia di Mantova, dopo il diploma di geometra ha intrapreso la libera professione e ha fondato una piccola impresa nel settore dei manufatti in cemento.
La sua carriera politica iniziò nel 1992, quando fu eletto al Senato per la Lega Nord in sostituzione di Luigi Moretti, che preferì continuare a dedicarsi all'attività di europarlamentare. Nel 1994 fu riconfermato nel collegio uninominale di Mantova con il sostegno della coalizione del Polo delle Libertà. Nello stesso anno fu eletto anche consigliere comunale di minoranza a Goito.   Nel 1996 rinunciò a ricandidarsi e dal 1998 lasciò l'attività politica. 
Nel 2005 subì il grave lutto della perdita del figlio Umberto, morto in un incidente stradale.